# Paul Goldsmith (polític)
Paul Goldsmith (Mount Eden, Auckland; 1971) és un polític neozelandès i diputat de la Cambra de Representants de Nova Zelanda des de les eleccions de 2011. És membre del Partit Nacional.

## Inicis
Goldsmith va néixer al suburbi d'Auckland de Mount Eden el 1971. Va realitzar els seus estudis secundaris a l'Auckland Grammar School i es va graduar amb un MA en història de la Universitat d'Auckland. Goldsmith va treballar com a secretari de premsa i autor de discursos per Phil Goff del Partit Laborista, Simon Upton del Partit Nacional i John Banks qui aleshores era del Partit Nacional. El 2000 va esdevenir assessor de relacions públiques i treballà per Tranz Rail i la Universitat d'Auckland.
Ha escrit biografies de John Banks i Don Brash, exlíder del Partit Nacional entre 2003 i 2006. Ha escrit també un llibre sobre la història dels impostos i un altre sobre l'empresa constructora Fletcher Building.
Entre el 2007 i 2010 fou conseller pel consell de la ciutat d'Auckland (Auckland City Council).

## Diputat
| Parlament de Nova Zelanda |      |                |        |          |
| Anys                      | Leg. | Circumscripció | Llista | Partit   |
| 2011-actualitat           | 50   | Llista         | 39     | Nacional |

Per a les eleccions de 2005 fou el candidat del Partit Nacional a Maungakiekie. Quedà en segon lloc per darrere de Mark Gosche del Partit Laborista. Al trobar-se 59è en la llista electoral del partit nou fou elegit com a diputat de llista.
En les eleccions de 2011 Goldsmith va ser el candidat del partit a Epsom. Va quedar en segon lloc per darrere de John Banks d'ACT Nova Zelanda. En aquestes eleccions es trobava 39è en la llista del partit i fou elegit.

## Vida personal
Goldsmith està casat i té quatre fills. Practica el taekwondo.